# オオシマダイスケ
オオシマダイスケ / 大嶋大輔（おおしま だいすけ、1974年5月24日 - ）は、東京都出身の日本の作曲家、編曲家。ゲーム音楽、映画劇伴、CM音楽など映像、商業音楽の分野で多くの作曲・編曲を担当している。株式会社コバルトキューブスタジオを経て2017年より面白法人カヤック サウンドチーム に在籍。

## 来歴
尚美学園大学 芸術情報学部 音楽メディアコースにて作曲を故・冨田勲、及び栗山和樹（現・国立音楽大学教授）、藤後浩之（元・KONAMIコンポーザー）の各氏に師事。尺八奏者の祖父の影響により物心つく前から音楽教育を受け作曲家を志す。音楽理論書の執筆、Steinberg CUBASE 公式デモンストレーター、MI7など音楽関連のセミナー登壇、尚美ミュージックカレッジ専門学校 アレンジ・作曲学科 非常勤講師（2017年退職）など指導者としての実績も多い。

## 作曲 ・編曲
- ときめきメモリアル2 〜彩のラブソング（1998年、コナミデジタルエンタテインメント）
- NISSAN（日産自動車）
  - マーチ / ビデオプロモーション（2002年）
  - インフォメーションギャラリー（2002年）
  - クルマができるまで / 企業広告（2002年）
  - 「Invisible-to-Visible(I2V)ドライビング」（2018年）
- 映画 ROUTE 58（2003年公開、GAGA / 吉本興業）
- HITACHI 食器洗い洗浄機 / TVCM（2003年、日立製作所）
- HITACHI IH クッキングヒーター / TVCM（2003年、日立製作所）
- エプソン D5 / プロモーション（2004年、セイコーエプソン）
- NHKエンタープライズ
  - 中国CATVHDソフト映像詩 大地といのちの詩（2004年）
  - 進化する防災展（2020年）
- webシネマ
  - 負け犬結婚相談所（2005年公開、フレッシュハーツ）
  - GO!出産（2005年公開、フレッシュハーツ）
- 国民文化祭 〜山口の四季〜（2006年、山口県）
- 石田燿子 / Hyper Yocomix 3（2008年、NBCユニバーサル）
- 藤原道山×冨田勲/響（2008年、日本コロムビア）
- pop'n music（コナミデジタルエンタテインメント）
  - Cafe music selection（2009年）
  - せんごく列伝18（2010年）
  - V-レアサウンドトラック17（2010年）
  - Cafe music Espresso（2011年）
- Walk It Out!（コナミデジタルエンタテインメント）
  - Aria On G-Strings -Wii 米国のみ（2009年、コナミデジタルエンタテインメント）
  - GIRA☆GIRA-Wii 米国のみ（2009年、コナミデジタルエンタテインメント）
- 題名のない音楽会（テレビ朝日）
  - 音響の追求者〜冨田勲（2009年）
  - 冨田勲の音楽会（2016年）
- Sana
  - 6th アルバム「ボクをさがしに」（2010年、コナミデジタルエンタテインメント）
  - MOVING ON（2016年、株式会社コバルトキューブスタジオ）
- 映画 おかえり、はやぶさ -音楽：冨田勲（シンセサイザーオペレーターを担当）（2012年公開、松竹）
- スクールガールストライカーズ（スクウェア・エニックス）
  - ～トゥインクルメロディーズ〜 蒼のメモリー：鈴木光人との連名クレジット（2017年）
  - 3rd Anniversary Album：鈴木光人との連名クレジット（2017年）
- 怪盗コアラからの挑戦状〜探偵マーチくんと挑め!〜（2018年、ロッテ）
- うんこミュージアムYOKOHAMA（2019年、アカツキライブエンターテインメント / 面白法人カヤック）
- 進撃の巨人TACTICS（2019年、ディー・エヌ・エー / 面白法人カヤック）
- メゾン22/7 ～私たちと一緒に見よう!VRコメンタリー～（2019年、ソニー・ミュージックエンタテインメント）
- NHK東京2020パラリンピックサイト「クイズ!パラマニア大作戦」（2019、日本放送協会）
- サシパワープロジェクト（2019年、佐賀市）
- クロス×ロゴス（2019年、アニプレックス / 面白法人カヤック）
- 貝印「切るとは」展（2020年、貝印）
- HUNTER×HUNTER アリーナバトル （2020年）
- 住友生命「Vitality」みんなの＃おうちVitality（2020年、住友生命）
- とある周年の遠隔西瓜割り（リモートブレイカー）（2020年、スクウェア・エニックス）
- 西野ン懐議（フジテレビ）
  - （2020年）
  - 【世にも奇妙なオンライン会議2】（2021年）
- NONe謎解きルーム〜松丸亮吾からの挑戦〜（2020年、サントリー食品インターナショナル）
- ハーゲンダッツ "えがおのまほう"（2021年、ハーゲンダッツジャパン）
- Nintendo Switch・野田ゲー
  - 『スーパー野田ゲーPARTY』
  - 『スーパー野田ゲーWORLD』（2022年、吉本興業）
- 日清食品 カップニャードル（2021年、日清食品ホールディングス）
- 子どものあし成長予測ツール「ASICS STEPNOTE」（2021年、アシックス）
- 「鎌倉殿の13人」大河ドラマ館 プロモーション施策（2022年、JTB/KNT）
- MUGENYOYO（ムゲンヨーヨー）（2022年、タカラトミー）
- JRA×歌舞伎「歌舞伎ダービー」（2022年、JRA）
- 缶と氷でプレイハイボール!!ジムビームWebCM（2022年、サントリー）
- バンダイ「NARIKIRI WORLD(なりきりワールド)」なりきり玩具のリアルイベント開催（2022年、バンダイ）

## デモンストレーション
- Steinberg Japan
  - NUENDO サラウンド・デモ
  - CUBASE SX3 デモツアー
- DTM マガジン「5.1ch のサラウンドを体験!新鋭作家によるサラウンドの表現」掲載
- Inter Bee 国際放送機器展
  - MI7 Japan/Synthax Japan
  - Steinberg Japan「NUENDO」
- 文化庁メディア芸術祭 Art Demo

## 書籍
- 読んでナットク!やさしい楽典入門（自由現代社）[4]
- 読んでナットク!やさしい楽典／完全マスター編（自由現代社）
- 初歩の初歩からできるDTMプログラミング（自由現代社）
- 例題と問題で身に付く楽典（自由現代社）[3]

## 受賞
- 第14回 Roland力作コンテスト パフォーマンス部門グランプリ
- ACC TOKYO CREATIVITY AWARDS ブランデッド・コミュニケーション部門
  - 第60回　シルバー／メディアクリエイティブ部門・ブロンズ[5]
  - 第61回（W受賞）　Bカテゴリー ACCゴールド[6]・Cカテゴリー ACCブロンズ[6]
- 第75回広告電通賞ブランドエクスペリエンス部門プロダクト・サービス 銀賞[7]